# کارلوس راماچیوتی
کارلوس راماچیوتی (: Carlos Ramacciotti؛ زادهٔ ۲۹ مهٔ ۱۹۵۵) بازیکن فوتبال اهل آرژانتین است.
از باشگاه‌هایی که در آن بازی کرده‌است می‌توان به باشگاه فوتبال نیولز اولد بویز اشاره کرد.